# Садовский сельсовет (Новосибирская область)
Садовский сельсовет — сельское поселение в Краснозёрском районе Новосибирской области Российской Федерации.
Административный центр — посёлок Садовый.

## История
Статус и границы сельского поселения установлены Законом Новосибирской области от 2 июня 2004 года № 200-ОЗ «О статусе и границах муниципальных образований Новосибирской области»

## Население
| 2002 | 2010 | 2012 | 2013 | 2014 | 2015 | 2016 |
| ---- | ---- | ---- | ---- | ---- | ---- | ---- |
| 1823 | ↘997 | ↘980 | ↘957 | ↗978 | ↘969 | ↘960 |
| 2017 | 2018 | 2019 | 2020 | 2021 |      |      |
| ↘935 | ↘926 | ↘907 | ↘884 | ↘849 |      |      |

## Состав сельского поселения
| № | Населённый пункт | Тип населённого пункта          | Население |
| - | ---------------- | ------------------------------- | --------- |
| 1 | Садовый          | посёлок, административный центр | ↘662      |
| 2 | Урожайный        | посёлок                         | ↘176      |
| 3 | Целинный         | посёлок                         | ↘123      |
| 4 | Центральный      | разъезд                         | ↘36       |